# Nils Burtz
Nils Burtz, född 1724 i Savolax, död 6 oktober 1765, var en finländsk borgmästare, riksdagsledamot och politiker.

## Biografi
Nils Burtz föddes 1724 i Savolax. Han var rådman i Helsingfors och blev 1763 borgmästare i staden. Han avled 1765.
Burtz var riksdagsledamot för borgarståndet i Helsingfors vid riksdagarna 1755–1756, 1760–1762 och 1765–1766.